# Érica-Marie Benabou
Pour les articles homonymes, voir Benabou.
Érica-Marie Benabou (12 mars 1935 - 1er mars 1985) est une historienne du XXe siècle. Elle est spécialiste de l'histoire des femmes et plus particulièrement de celle de la prostitution au XVIIIe siècle.

## Travaux
Morte prématurément et juste au moment où elle s'apprêtait à terminer sa thèse, Erica-Marie Benabou a laissé une étude importante sur les enjeux économiques et politiques de la prostitution au XVIIIe siècle. En 1987, une partie de ses recherches a été rassemblée et publiée sous le titre La prostitution et la police des mœurs au XVIIIe siècle. C'est Pierre Goubert qui présente l'ouvrage et son auteur. 
Ce livre relève d'un manuel pratique pour comprendre l'histoire de la prostitution tout au long du siècle des Lumières. Il est issu de nombreuses recherches dans les archives de justice, de la police et des lieux d'enfermement des femmes (considérées comme parias et de "mauvaise vie") comme la Prison Sainte-Pélagie. L'historienne Benabou a ainsi pu dresser une cartographie des lieux de prostitution et de ses pratiques. Elle dévoile aussi les pratiques répressives de l'époque et la mise en œuvre d'un système qui régit la prostitution et ses fonctions dans la société de l'Ancien Régime. Après avoir retracé les différentes étapes répressives et la portée de chacune d'entre elles, elle répertorie les catégories de femmes qui pratiquent la prostitution et les moyens de leur recrutement.
Le compte rendu du livre par l'historienne Arlette Farge en donne un résumé détaillé et démontre sa valeur comme un vivier d'informations sur une période de l'histoire de la prostitution jusque-là inexplorée :« Le voile est donc levé sur cette partie importante de la population parisienne du XVIIIe siècle: le monde des prostituées, filles galantes, courtisanes et femmes entretenues. Aucun travail contemporain n’avait encore été entrepris sur ce thème et il est tout à fait important que les recherches d’Erica-Marie Benabou viennent aujourd’hui s’intercaler heureusement entre celles de Jacques Rossiaud pour le XVe siècle et d’Alain Corbin pour le XIXe siècle ».

## Publications
- La prostitution et la police des mœurs au XVIIIe siècle, Éditions Perrin, Paris, 1987
- Le péril vénérien à Paris au XVIIIe siècle, in Les Temps Modernes, no 484, novembre 1984.